# Adolf Ojczyk
Adolf Andrzej Ojczyk (ur. 30 stycznia 1937 w Okocimiu, zm. 24 maja 2021 w Tarnowie) – polski technik elektryk, poseł na Sejm PRL VI i VII kadencji.

## Życiorys
Syn Andrzeja i Genowefy. Skończył technikum chemiczne w Tarnowie. Pracował jako elektromonter dyżurny w Zakładach Azotowych im. Feliksa Dzierżyńskiego w Tarnowie, od 1962 był kolejno mistrzem, a od 1963 starszym mistrzem. W 1961 wstąpił do Polskiej Zjednoczonej Partii Robotniczej, w jej strukturach pełnił funkcje I sekretarza podstawowej organizacji partyjnej oraz członka plenum Komitetu Zakładowego i Komitetu Wojewódzkiego. Pełnił mandat posła na Sejm PRL VI i VII kadencji. W obydwu kadencjach zasiadał w Komisji Górnictwa i Energetyki, a w VI kadencji także w Komisji Prac Ustawodawczych.
Został odznaczony Brązowym Krzyżem Zasługi (1969) i Medalem 30-lecia Polski Ludowej.
Został pochowany na cmentarzu komunalnym w Mościcach.